# Briesemeister Peak
Der Briesemeister Peak ist ein 690 m hoher Berg an der Wilkins-Küste des Palmerlands auf der Antarktischen Halbinsel. Er ragt 11 km westnordwestlich des Kap Rymill auf.
Der australische Polarforscher Hubert Wilkins fotografierte den Berg bei seinem Antarktisflug am 20. Dezember 1928. Weitere Luftaufnahmen entstanden 1940 bei der United States Antarctic Service Expedition (1939–1941). Die Benennung erfolgte bei der US-amerikanischen Ronne Antarctic Research Expedition (1947–1948). Namensgeber ist William Arthur Briesemeister (1895–1967), leitender Kartograf der American Geographical Society von 1913 bis 1963, der diesen Berg anhand zweier Fotos von Hubert Wilkins identifizierte und hierdurch 1948 die korrekte Positionsbestimmung der Stefansson Strait vornahm.